# حلول (فیلم)
حلول یا تجسم (انگلیسی: Incarnate) یک فیلم فراطبیعی ترسناک آمریکایی محصول سال ۲۰۱۶ به کارگردانی برد پیتون و نویسندگی رونی کریستنسن است. آرون اکهارت، کاریس ون هوتن، کاتالینا ساندینو مورنو، دیوید مازوز، کایر اودانل، مت نبل و جان پیروچلو در این فیلم ایفای نقش می‌کنند.

## داستان
درمورد یک دکتر دانشمندی است که یک توانایی بسیار عجیبی دارد که با کمک این توانایی می‌تواند به ضمیر ناخودآگاه افراد وارد شود به خاطر همین در این فیلم سعی دارد یک پسر را از موجود عجیب و شیطانی نجات دهد.

## گیشه
این فیلم در ۲ دسامبر ۲۰۱۶ در ایالات متحده اکران شد و انتظار می‌رفت در آخر هفته افتتاحیه خود از ۱۷۳۷ سینما ۲ تا ۴ میلیون دلار فروش داشته باشد. این فیلم در نهایت ۲٫۵ میلیون دلار فروش کرد و در گیشه نهم شد.

## پاسخ انتقادی
وب سایت جمع‌آوری نقد و بررسی راتن تومیتوز بر اساس ۳۵ نقد، با میانگین امتیاز ۳٫۵ از ۱۰، امتیاز ۱۷ درصد را به فیلم می‌دهد. در متاکریتیک، که امتیاز نرمال‌شده‌ای را به آن اختصاص می‌دهد، بر اساس ۹ منتقد، این فیلم امتیاز ۳۰ از ۱۰۰ را دارد که نشان‌دهنده «بررسی‌های عموماً نامطلوب» است. تماشاگران در نظرسنجی سینماسکور به فیلم نمره متوسط "C−" در مقیاس A+ تا F دادند.